# Tour de Feminin-O cenu Českého Švýcarska
Tour de Feminin-O cenu Českého Švýcarska (Tour de Feminin – Krasna Lipa) er et etapeløb i cykling for kvinder, som arrangeres hvert år i Tjekkiet. Det klassificeres af UCI som et 2.2 løb.

## Podiepladser
| År                                       | Vinder                  | Toer                    | Treer                 |        |
| ---------------------------------------- | ----------------------- | ----------------------- | --------------------- | ------ |
| Tour de Feminin-Krásná Lípa              |                         |                         |                       |        |
| 1988                                     | Radka Kynelova          | Eva Orvošová            | Iveta Sitárová        |        |
| 1989                                     | Radka Kynelova          | Eva Orvošová            | Ildiko Paczova        |        |
| 1990                                     | Eva Orvošová            | Radka Kynelova          | Iveta Sitárová        |        |
| 1991                                     | Ildiko Paczova          | Julie Pekárková         | Jarmila Snahnicanova  |        |
| 1992                                     | Alena Barillová         | Lenka Ilavská           | Šárka Pešková Víchová |        |
| 1993                                     | Sandra Schumacher       | Susanne Plambeck        | Iveta Sitárová        |        |
| 1994                                     | Zinaida Stahurskaya     | Rebecca Bailey          | Hanka Kupfernagel     |        |
| 1995                                     | Lenka Ilavská           | Bogumiła Matusiak       | Judith Arndt          |        |
| 1996                                     | Hanka Kupfernagel       | Kerstin Scheitle        | Miluše Flašková       |        |
| 1997                                     | Hanka Kupfernagel       | Rasa Polikevičiūtė      | Lenka Ilavská         |        |
| 1998                                     | Svetlana Guiguileva     | Lucia Pizzolotto        | Yuliya Murenkaya      |        |
| 1999                                     | Hanka Kupfernagel       | Yuliya Murenkaya        | Sandra Missbach       |        |
| 2000                                     | Hanka Kupfernagel       | Bogumiła Matusiak       | Valentyna Karpenko    |        |
| 2001                                     | Sandra Wampfler         | Bogumiła Matusiak       | Sophie Creux          |        |
| 2002                                     | Bogumiła Matusiak       | Trixi Worrack           | Anita Valen           |        |
| 2003                                     | Valentyna Karpenko      | Lada Kozlíková          | Sarah Düster          |        |
| 2004                                     | Trixi Worrack           | Chantal Beltman         | Theresa Senff         |        |
| 2005                                     | Tina Liebig             | Bogumiła Matusiak       | Eva Lutz              |        |
| 2006                                     | Theresa Senff           | Lada Kozlíková          | Hanka Kupfernagel     |        |
| 2007                                     | Hanka Kupfernagel       | Andrea Graus            | Edwige Pitel          |        |
| 2008                                     | Angela Hennig           | Trixi Worrack           | Sarah Düster          |        |
| Tour de Feminin-O cenu Českého Švýcarska |                         |                         |                       |        |
| 2009                                     | Alexandra Burtschenkowa | Edwige Pitel            | Martina Růžičková     |        |
| 2010                                     | Trixi Worrack           | Alexandra Burtschenkowa | Sarah Düster          |        |
| 2011                                     | Amanda Spratt           | Natalja Bojarskaja      | Larissa Pankowa       |        |
| 2012                                     | Larissa Pankowa         | Carla Ryan              | Martina Ritter        |        |
| 2013                                     | Amy Cure                | Emma Pooley             | Martina Ritter        |        |
| 2014                                     | Brianna Walle           | Martina Sáblíková       | Vera Koedooder        |        |
| 2015                                     | Tatjana Antosjina       | Lauren Stephens         | Anna Plichta          |        |
| 2016                                     | Cecilie Uttrup Ludwig   | Anna Plichta            | Natalja Bojarskaja    |        |
| 2017                                     | Ruth Winder             | Tayler Wiles            | Ann-Sophie Duyck      |        |
| 2018                                     | Leah Thomas             | Elizaveta Oshurkova     | Sofie De Vuyst        |        |
| 2019                                     | Vita Heine              | Aurela Nerlo            | Elizaveta Oshurkova   |        |
| 2020                                     | aflyst                  | aflyst                  | aflyst                | aflyst |
| 2021                                     | Joscelin Lowden         | Morgane Coston          | Corinna Lechner       |        |
| 2022                                     | aflyst                  | aflyst                  | aflyst                | aflyst |
| 2023                                     | Olha Kulynych           | Dominika Włodarczyk     | Eliska Kvasnickova    |        |
| 2024                                     | Julia Kopecky           | Femke de Vries          | Xaydée Van Sinaey     |        |
| 2025                                     |                         |                         |                       |        |